# نوروزخوانی

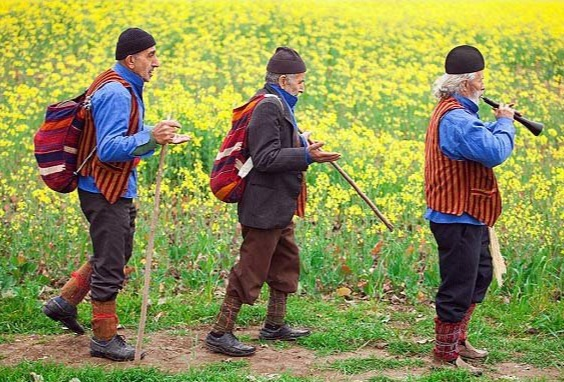
نوروزخوانی در مازندران

نوروزخوانی یا بهارخوانی یا ساونگ خوانی، گونه‌ای از آوازخوانی است که در گذشته در کل ایران رواج داشته است. خاستگاه این گونه آوازخوانی بیشتر در مازندران و گیلان بوده است و هم‌اکنون این مراسم به صورت محدود در برخی نقاط مازندران و گیلان برگزار می‌شود. این آیین، به خصوص در دو سوی البرز (مازندران، گیلان، کومش و طالقان) به وفور یافت می‌شود و در حقیقت، بخش مهمی از موسیقی، دو سوی البرز را تشکیل می‌دهد.

## تاریخچه

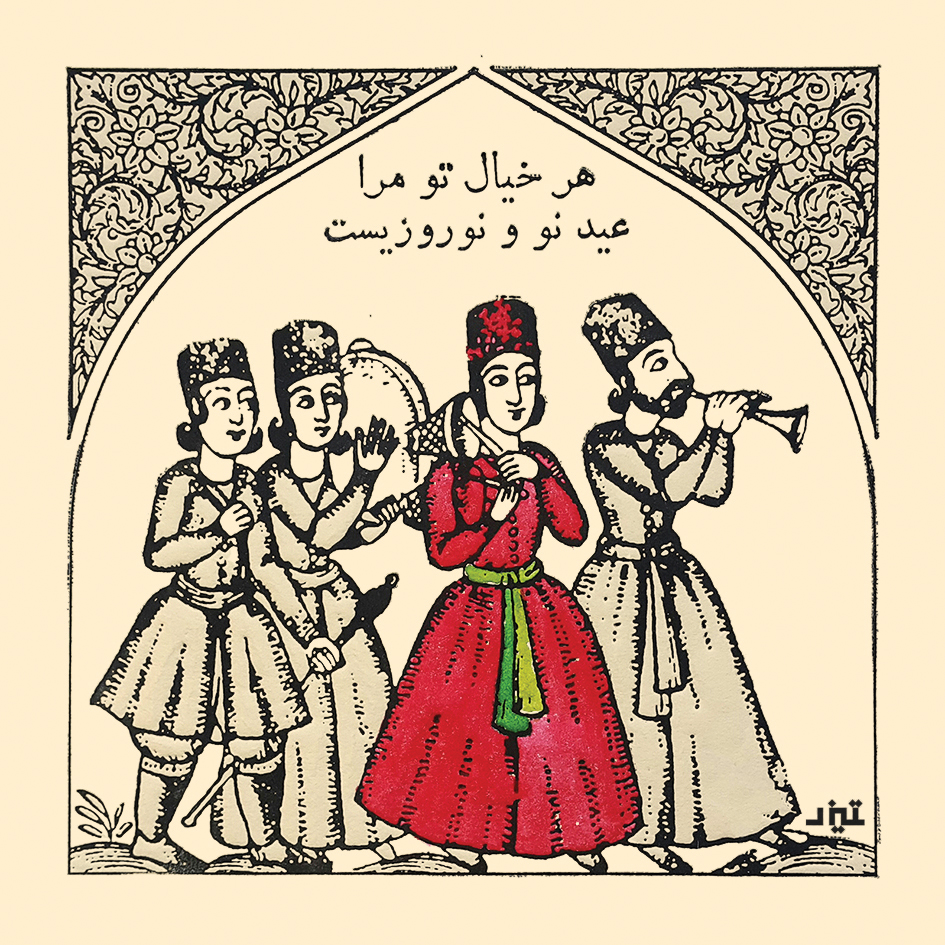

پیشینه این گونه آواز مربوط به دوران قبل از اسلام می‌باشد که در بعضی از کتب نزدیک به دین زرتشتی و در ستایش اهورا مزدا و همچنین در توصیف طبیعت و زیبایی فصل بهار و ستایش شاهان و امیران آمده است. بعد از ورود اسلام و مذهب شیعه این گونه آواز با مفاهیم مذهبی و روایات اسلامی آمیخته شدند.
دربارهٔ نوروزی خوانی برای نخستین بار الکساندر خوتسکو ایرانشناس روسی در سال ۱۸۴۲ در کتابی در مورد فرهنگ و گویش‌های شمال ایران که در لندن به چاپ رسیده اشاره شده است.

## شیوه
در نوروز خوانی افرادی که به آن‌ها نوروز خوان گفته می‌شده است پیش از آغاز فصل بهار به صورت دوره‌گردی به شهرها و روستاهای مختلف می‌رفتند و اشعاری در مدح بهار یا با ذکر مفاهیم مذهبی به صورت بداهه یا از روی حافظه می‌خواندند. این اشعار به زبان فارسی یا زبان‌های محلی بوده است و پس از اسلام اغلب پس از ستایش خدا در مدح امامان شیعه گفته می‌شده است. این اشعار بیشتر به صورت ترجیع بند بوده و توسط یک یا چند شخص همزمان خوانده می‌شده است.

## میراث
در برخی مناطق، نوروزخوان نمی‌توانستند از مردم انعامی بگیرند، پس به مهاجرت می‌کردند تا در منطقه‌ای دیگر به انجام آیین بپردازند. تسلط نوروزخوانان کومش به زبان طبری و نوروزخوانان طالقان به گیلکی و طبری، باعث حضور آنان در گیلان و مازندران، می‌شد. این مسئله سبب انتقال بخشی از فرهنگ شفاهی و سنت‌های موسیقی در دو سوی رشته‌کوه البرز بوده است.

## نگارخانه

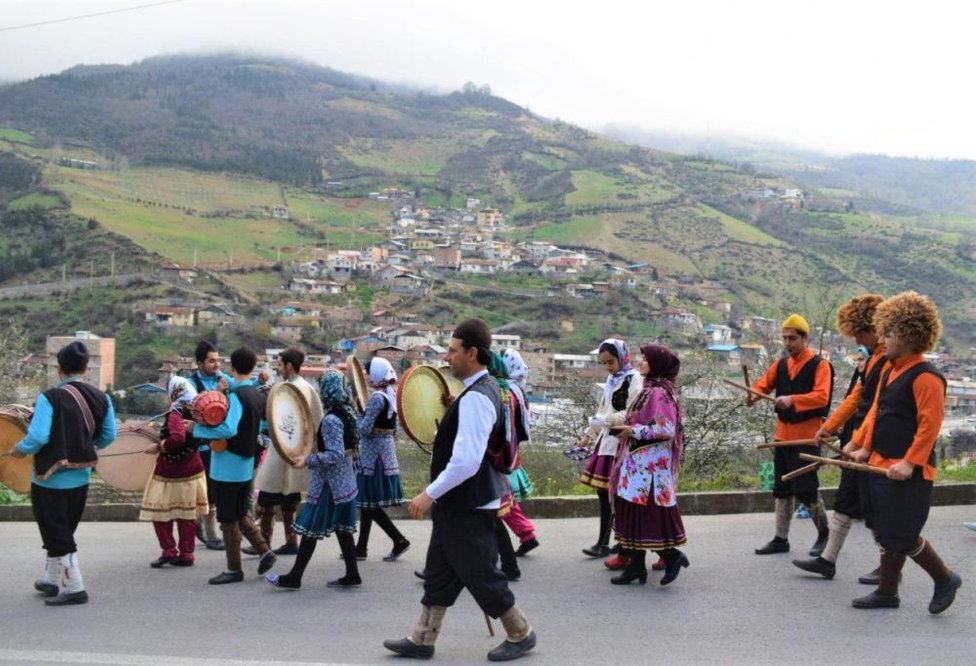
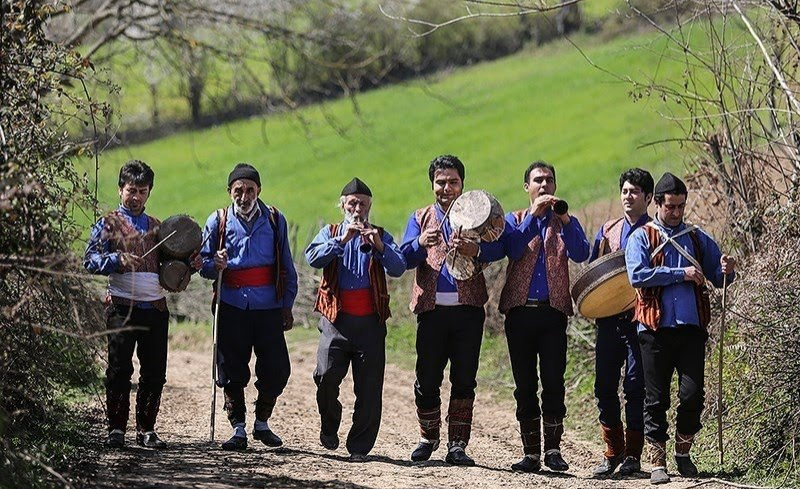
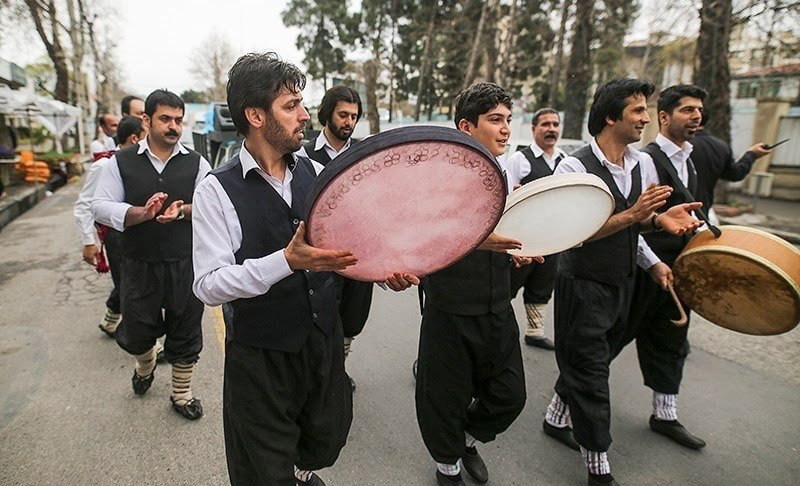